# Алоним
 Тази статия е за вида псевдоним.  За кибуца в Израел вижте Алоним (кибуц).  
Алоним (ог гръцки: allos – „друг“, ónoma – „име“) e вид псевдоним, който представлява собственото име на друго действително, а в повечето случаи – и известно лице (писател, историческа личност и други).
Примери за алоними в българската публицистична практика са:
- Ефрем Сирин – Петър Завоев (в. „Независимост“: 1924 – 1934),
- Иван Рилски – Иван Симеонов Коюмджиев (сп. „Лъчи“: 1948)
- Макиавели – Христо Статев (в. „Зора“: 1933 – 1934)
- Марко Поло – Ячо Кабаивански (сп. „Рибарски преглед“: 1938 – 1940; в. „Вечерна бургаска поща“: 1939; в. „Заря“: 1940 – 1943; в. „Бургаски фар“: 1940 – 1944),
- Пипин Късий – Димитър Цветанов Младенов (в. „Знаме на комунизма“, Търговище: 1969 – 1970)
- Харун ал Рашид – Ради Василев Радев (в. „Вечерна поща“: 1906)
- Черноризец Храбър – Васил Илиев Пасков (в. „Знаме“: 1924 – 1934),
- Ювенал – Йордан Светославов (в. „Варненски новини“: 1931 – 1932),